# J. Dover Wilson
John Dover Wilson CH (13. Juli 1881 – 15. Januar 1969) war ein britischer Shakespearegelehrter.

## Leben und Werk
Dover Wilson ist in Mortlake (Surrey, Greater London) geboren. Er besuchte das Lancing College in Sussex und das Gonville and Caius College. Er war Dozent am King’s College London, bevor er zum Regius Professor für englische Literaturwissenschaft an der University of Edinburgh berufen wurde.
Wilsons Lebenswerk ist mit zwei wissenschaftlichen Unternehmungen verbunden. Zusammen mit Sir Arthur Quiller-Couch war er der Herausgeber der New Shakespeare-Reihe der Cambridge University Press. Seine besondere Aufmerksamkeit galt dabei Shakespeares Hamlet. Sein Buch What Happens in Hamlet, aus dem Jahr 1935 ist eines der einflussreichsten Werke zu diesem Drama im 20. Jahrhundert.
Wilson wird von zeitgenössischen Wissenschaftlern wegen seiner eigensinnigen Behauptungen kritisiert. Seine Arbeiten zu der schwierigen Frage der Überlieferung der Shakespeare-Texte ist hoch geachtet, aber seine Schlussfolgerungen wurden von nachfolgenden Forschern infrage gestellt. Einige Aspekte seiner Arbeiten wurden schon früh sehr kritisch gesehen. So hat Peter Holland darauf hingewiesen, dass Wilsons und Quiller-Couch's Theorie zu Shakespeare’s Zeichensetzung bereits „im Jahr 1924 wirksam widerlegt war.“ Es ist bekannt, dass Wilson sich nicht an die von ihm selbst entwickelten bibliographischen und editorischen Regeln hielt, wenn das Ergebnis seiner Meinung widersprochen hätte, was ihm den Ruf brillanter Launenhaftigkeit einbrachte. So kritisiert Stanley Edgar Hyman die New Shakespeare-Ausgabe der Cambridge University Press als wertvoll, aber gelegentlich bizarr. Hymans Bewertung wurde von anderen Wissenschaftlern durch Einzeluntersuchungen bekräftigt. Wilsons Interpretation der "Closet Scene" aus Hamlet gilt als genauso einflussreich wie fragwürdig. Auch Wilsons Äußerungen über ein geheimes Luthertum und seine Annahmen über Shakespeares Verhältnis zu seinem Schwiegersohn werden überwiegend als Spekulationen abgelehnt. W. W. Greg hat Wilsons Ideen einmal als “the careerings of a not too captive balloon in a high wind.” bezeichnet.
Kurz vor seinem Tod im Jahr 1969 verfasste Wilson seine Memoiren unter dem Titel Milestones on the Dover Road.

## Ausgewählte Werke
- The New Shakespeare. Cambridge University Press, 1921–1969.
- Life in Shakespeare's England: A Book of Elizabethan Prose. Cambridge University Press, 1911 (Nachdruck: Cambridge University Press, 2009, ISBN 978-1-108-00261-5).
- The Elizabethan Shakespeare. Milford, 1929.
- The Essential Shakespeare: A Biographical Adventure. Cambridge University Press, 1932.
- The Fortunes of Falstaff. Cambridge University Press, 1944.
- What Happens in Hamlet. 2nd edition. Cambridge University Press, 1959.
- Shakespeare’s Happy Comedies. Faber and Faber, 1962.